# Matt Gotrel
Matthew Anthony William "Matt" Gotrel, MBE (Chipping Campden, 1 de março de 1989) é um remador e timoneiro britânico, campeão olímpico.

## Carreira
Gotrel competiu nos Jogos Olímpicos de 2016, no Rio de Janeiro, onde conquistou a medalha de ouro com a equipe da Grã-Bretanha no oito com.